# Пхеньян (станция)
Пхеньян (кор. 평양역?, 平壤驛?) — центральная железнодорожная станция в городе Пхеньян, столице КНДР.

## Описание
Станция является началом таких железнодорожных линий как Пхёнбусон и Пхёнъисон, сформированные из Кёнбусона и Кёнъисона, использовавшихся ещё до разделения Кореи. Пхёнъисон идёт из Пхеньяна в Синыйджу на китайской границе (направление на север от Пхеньяна), в то время как Пхёнбусон теоретически проходит через Сеул, а оканчивается в Пусане. В реальности эта линия оканчивается в Кэсоне. От вокзала также отходит железнодорожная линия Пхённамсон, которая соединяет Пхеньян с Нампхо — портом на побережье Жёлтого моря к западу от Пхеньяна. Вокзал имеет 3 платформы, 5 перронов и 5 железнодорожных линий, а также подземные переходы.

## История
Трёхэтажное здание было построено из красного кирпича японцами в 1906 году, но во время Корейской войны вокзал был разрушен, а восстановлен в 1953 году.

## Дальнее сообщение по станции
- Пхеньян — Пекин (поезд К27/К28, 2 беспересадочных вагона через Синыйджу)
- Пхеньян — Синыйджу
- Пхеньян — Туманган (поезд 7/8)
- Пхеньян — Хесан
- Пхеньян — Москва-Ярославская (по 1 беспересадочному вагону с поездом Пхеньян — Туманган)